# Phonologie du sanskrit
Cette page contient des caractères spéciaux ou non latins. S’ils s’affichent mal (▯, ?, etc.), consultez la page d’aide Unicode.
Pour un article plus général, voir Sanskrit.
La phonologie du sanskrit est particulièrement bien connue, grâce notamment à Pāṇini et ses commentateurs, qui ont pratiqué une description phonologique puis phonétique détaillée de la langue, et d'autre part au respect religieux de la prononciation des textes sacrés, ainsi qu'aux écritures utilisées pour les noter.

## Importance religieuse
La phonologie du sanskrit est particulièrement bien connue, grâce, notamment, à Pāṇini et ses commentateurs, qui ont pratiqué une description phonologique puis phonétique détaillée de la langue (il est notable que la 
description des phonèmes qu'en propose Pāṇini dans son Aṣṭādhyāyī est purement phonologique ; il ne s'intéresse pas à la phonétique articulatoire, discipline traitée cependant dans d'autres textes, surtout religieux), et, d'autre part, au respect religieux de la prononciation des textes sacrés, ainsi qu'aux écritures utilisées pour les noter : la culture indienne est avant tout orale ; le son y possède donc une valeur importante aux yeux des Indiens, et les textes religieux ne font pas exception ; la formule efficace, premier sens de brahman, qui en vient ensuite à désigner le Principe suprême de l'hindouisme, ne peut l'être que correctement prononcée. Nombre de textes religieux expliquent l'importance d'une prononciation exacte et les conséquences fâcheuses qu'une erreur de diction peut entraîner dans la récitation d'un mantra, d'une formule. De même, prononcer correctement une formule, c'est être certain qu'elle fonctionnera : un être animé de mauvaises intentions (comme un démon) peut donc obtenir des pouvoirs magiques au moyen des formules efficaces. C'est pour cette raison que l'enseignement des quatre Veda, purement oral, se fait de manière systématique par l'apprentissage de phrases entières puis syllabe par syllabe puis par inversions de syllabes selon un ensemble de permutations de plus en plus complexe ; en outre, l'apprentissage des Veda est resté longtemps ésotérique et réservé à la caste des brāhmaṇa (brahmanes) ; ils ne pouvaient être récités que devant d'autres  brāhmaṇa ou des kṣatriya, membres de la deuxième caste, celle des guerriers-aristocrates. De sorte, déjà avant l'étude phonologique de Pāṇini, les prêtres étudiaient de près la phonétique de la langue sacrée ; l'étude des textes révélés (ceux que l'on désigne par le vocable de smṛti, « révélation ») se faisait selon six approches ou vedāṅga, « membres des Veda », parmi lesquelles l'approche phonétique, ou śikṣā, a donné naissance à une importante littérature analytique, que l'on désigne sous le nom de Prātiśākhya. (À titre indicatif, les autres approches sont : la métrique, chandas, la grammaire, vyākaraṇa, l'étymologie, nirukta, les cérémonies, kalpa, et l'astronomie, jyotiṣa.)
Il est aussi notable qu'un dieu, Śiva, soit censé être le créateur des phonèmes sanskrits et que s'est aussi développée une mystique du phonème, attribuant à chacun d'entre eux un sens profond ainsi qu'un pouvoir précis ; c'est sur cette mystique que les mantra reposent. De fait, une telle importance donnée aux sons de la langue sacrée a grandement influencé l'écriture : bien que longtemps réticents à noter leurs textes sacrés, les Indiens ont créé plusieurs semi-syllabaires, tous héritiers d'un même modèle, la brāhmī, notant les textes avec une très grande précision.

## Phonologie et phonétique

### Caractéristiques principales de la phonologie sanskrite

#### Voyelles
Les voyelles pures de l'indo-européen (c'est-à-dire *e et *o) sont globalement affectées par un phénomène de neutralisation : alors que la quantité vocalique (voyelles brèves ~ longues) est conservée, les timbres *e et *o sont confondus en /a/ (sans doute réalisé [ä] ou [ɐ]). Les diphtongues à premier élément bref sont monophtonguées (*ei et *oi donnent /ai/ puis /eː/ tandis que *eu et *ou aboutissent à /au/ puis /oː/). Les diphtongues à premier élément long deviennent des diphtongues simples : *ēi et *ōi donnent /ai/, *ēu et *ōu deviennent /au/. Le sanskrit a cependant gardé les liquides vocalisées de l'indo-européen, c'est-à-dire *r et *l voyelles, restés /ṛ/ et /ḷ/. Enfin, l'opposition entre les deux phonèmes indo-européens *r et *l est neutralisée au profit de /r/ seul.
Les voyelles portent le nom de varṇa, akṣara ou svara.
| Type                  | Voyelles simples samānākṣara | Voyelles simples samānākṣara | Type                          | Diphtongues          | Diphtongues          |
| Type                  | brèves hrasva                | longues dīrgha               | Type                          | fausses sandhyakṣara | vraies samāhāravarṇa |
| vélaires kaṇṭhya      | a ~ [ɐ] ou [ä]               | ā ~ [ɐ̙ː]                     |                               |                      |                      |
| palatales tālavya     | i /i/                        | ī /iː/                       | palato-vélaires kaṇṭhatālavya | e /eː/               | ai /ɐ̙ ʲ/             |
| labiales oṣṭhya       | u /u/                        | ū /uː/                       | palato-labiales kaṇṭhoṣṭhya   | o /oː/               | au /ɐ̙ ʷ/             |
| rétroflexes mūrdhanya | ṛ /ɻ̩/                        | ṝ /ɻ̩ː/                       | dentales dantya               | ḷ /l̩/                |                      |

Chaque paire donne la transcription traditionnelle (explicitée dans l'article devanâgarî) et celle en alphabet phonétique international. Les points d'articulation indiqués sont ceux que la grammaire traditionnelle attribue aux voyelles, qui sont mises en relation avec les consonnes. Les termes sont donnés à titre indicatif : ils peuvent varier d'un auteur à l'autre.
Remarques
1. De toutes ces voyelles, seul /ə/ et sa variante longue sont considérées comme de vrais phonèmes vocaliques ; /e/, /ai/, /o/ et /au/ sont les « diphtongues » (voir 2) ; i, u, ṛ, ḷ et leur variante longue sont la forme vocalique des consonnes /y/, /v/, /r/ et /l/, dites « sonnantes » (consonnes pouvant jouer le rôle de voyelles ou de consonnes selon l'environnement ; l'on dit aussi, de manière moins rigoureuse, « semi-voyelles »), devant une autre consonne ou en fin de mot.
2. La grammaire traditionnelle considère que /e/ et /o/ sont des diphtongues. Ce n'est vrai qu'historiquement (en effet, les textes hittites citant quelques termes indo-aryens nous ont transmis un terme aika, « un », avec diphtongue passé à eka en sanskrit) ou phonologiquement ; dans les faits, ces phonèmes sont réalisés comme des monophtongues longues, issues respectivement de /ai/ et /au/ ; de même, si /ai/ et /au/ sont issues de /āi/ et /āu/, elles sont prononcées comme des diphtongues à premier élément brefs.
3. /ṛ/ et /ḷ/ (qui peuvent aussi être longs) étaient à l'origine prononcés réellement comme un /r/ et un /l/ voyelles, à l'instar de leur équivalent anglais bottle = [bɒtl̩] ou encore croate črn = [tʃr̩n]. De nos jours, la prononciation la plus courante est /ri/ et /li/ avec un /i/ très bref, soit [rĭ] et [lĭ] ; cette prononciation, est d'ailleurs confirmée par certains manuscrits, dans lesquels /ri/ ou /li/ remplacent / ṛ/ et /ḷ/. De ces deux voyelles, seul /ṛ/ est courant, /ḷ/ n'étant attesté que dans le radical kḷp- « convenir » ; /ṝ/ est très rare (il ne se rencontre que par volonté de symétrie rationnelle dans la flexion nominale). /ḹ/ n'est pas attesté, mais est parfois listé par les grammairiens par souci de symétrie.
4. Toutes les voyelles peuvent être nasalisées, que cette nasalisation soit complète ou non ; on utilise en théorie en sanskrit deux symboles différents pour marquer ces deux types de nasalisations, transcrits par ṃ subséquent (anusvāra, « après la voyelle » ; ce symbole note aussi une consonne nasale ; voir plus bas) pour la nasalisation incomplète (c'est-à-dire une voyelle nasalisée et suivie d'une nasale, comme parfois dans la prononciation méridionale du français, où long peut valoir [lɔ̃ŋ] et année être réalisé [ɑ̃ne]) et par m̐ subséquent (anunāsika, « avec le nez ») pour la nasalisation complète (comme en français dans la prononciation parisienne, où long vaut [lɔ̃]). Dans la pratique ces deux types de nasalisations sont fréquemment confondus, ce qui tend à montrer que la distinction est artificielle, et l'on transcrit la plupart du temps la nasalisation au moyen de l'anusvāra. Le symbole de l'anusvāra servant aussi à indiquer la présence d'une consonne nasale devant une autre consonne, l'on considère qu'il ne marque la nasalisation des voyelles que devant les sonnantes /l/, /r/, /v/ et /y/ ainsi que devant les fricatives (/s/, /ś/, /ṣ/ et /h/). Ailleurs, il représente une consonne nasale pleine dont le point d'articulation correspond à la consonne suivante : ainsi, aṃr ou iṃs valent respectivement [ãŋr] et [ĩŋs] tandis que aṃb et iṃd sont réalisés [amb] et [ind] (voir à devanāgarī pour les détails sur la notation au moyen de l'anusvāra). En fin de mot, l'anusvāra représente simplement un /m/ ; finalement, saṃskṛtaṃ se lit [sãŋskr̩tam] ou, plus communément [sãŋskrĭtam].
5. Le sanskrit tel que prononcé par les Indiens est souvent influencé par leur propre langue maternelle. Ainsi, un locuteur d'hindi aura tendance à centraliser les /a/ brefs comme des [ɐ] tandis qu'un locuteur de bangali les rendra comme des [ɔ]. De même, les oppositions de quantité du sanskrit sont parfois réalisée par les locuteurs de langues néo-indiennes comme des oppositions de qualité (voyelles longues tendues, voyelles brèves lâches, comme en anglais, allemand ou néerlandais ; ainsi, en hindî, /ī/ est réalisé [i] et /i/ vaut [ɪ] ; de même : /ū/ ~ [u] = [u] ~ [ʊ]). Certaines descriptions phonétiques anciennes, cependant, expliquent clairement que /a/ était bel et bien réalisé comme une voyelle neutre [ǝ] ou [ɐ], ce qui est conforté par l'origine du phonème sanskrit /a/ : il provient en effet de la neutralisation des voyelles de l'indo-européen *e et *o. Il est aussi vraisemblable qu'en sanskrit, tel que prononcé autrefois, les oppositions de quantité ne concernaient que la quantité ; à cet égard, il faut savoir que le terme pour « voyelle simple », brève ou longue, est samānākṣara, soit « phonème homogène », qu'il faut comprendre : « phonème ne changeant pas de timbre », par opposition aux diphtongues, sandhyakṣara, « phonème de liaison » (vraies et fausses diphtongues peuvent d'ailleurs être désignées par ce seul terme), c'est-à-dire : « phonème faisant intervenir un second timbre lié au premier ». Il est probable qu'il faille comprendre aussi que les voyelles brèves et longues sont samānākṣara parce que le timbre reste identique quelle que soit la quantité. En conclusion, de toutes les voyelles, seuls les phonèmes /ə/ et /ā/ semblent, dès l'Antiquité, avoir connu une opposition de quantité et de qualité : /a/ ~ /ā/ = [ɐ] ~ [ɒː].

#### Consonnes
Le sanskrit a intégralement conservé — c'est la seule langue indo-européenne à l'avoir fait — les consonnes aspirées sonores de l'indo-européen et a enrichi le stock disponible par de nouveaux ordres, comme les rétroflexes, les sourdes aspirées et d'autres fricatives que le s indo-européen. Celles-ci peuvent provenir, entre autres possibilités, des anciennes occlusives palatales indo-européennes, le sanskrit étant une langue satem. D'autre part, c'est probablement au contact de l'adstrat dravidien qu'un ordre complet de rétroflexes est apparu dans le système phonologique.
Globalement, le sanskrit possède un système complet de 25 plosives, à savoir cinq modes d'articulation (une paire d'orales sourdes et une paire d'orales sonores différent par l'aspiration, une nasale) pour chacun des cinq points d'articulation (vélaire, palatal, rétroflexe, dental, bilabial).   Il possède un jeu incomplet de trois fricatives dévoisées (palatale, rétroflexe, alvéolaire) auquel s'ajoute une fricative glottale voisée. Il existe également quatre continues autres que fricatives et deux consonnes homorganiques.
| | occlusives | occlusives   | occlusives | occlusives | occlusives | fricatives | autre continues |
| orales | orales     | orales       | orales     | nasales    |            | fricatives | autre continues |
| sourdes | sourdes    | sonores      | sonores    | nasales    |            | fricatives | autre continues |
| non aspirées | aspirées   | non aspirées | aspirées   | nasales    |            | fricatives | autre continues |
| --- | ---------- | ------------ | ---------- | ---------- | ---------- | ---------- | --------------- |
| vélaires kaṇṭhya | k ~ [k]    | kh ~ [kʰ]    | g ~ [g]    | gh ~ [gʱ]  | ṅ ~ [ŋ]    |            |                 |
| palatales tālavya | c ~ [c͡ç]   | ch ~ [c͡çʰ]   | j ~ [ɟ͡ʝ]   | jh ~ [ɟ͡ʝʱ] | ñ ~ [ɲ]    | ś ~ [ç]    | y ~ [j]         |
| rétroflexes mūrdhanya | ṭ ~ [ʈ]    | ṭh ~ [ʈʰ]    | ḍ ~ [ɖ]    | ḍh ~ [ɖʱ]  | ṇ ~ [ɳ]    | ṣ ~ [ʂ]    | r ~ [r]         |
| (denti)-alvéolaires dantya | t ~ [t̪]    | th ~ [t̪ʰ]    | d ~ [d̪]    | dh ~ [d̪ʱ]  | n ~ [n͇]    | s ~ [s]    | l ~ [l]         |
| bilabiales oṣṭhya | p ~ [p]    | ph ~ [pʰ]    | b ~ [b]    | bh ~ [bʱ]  | m ~ [m]    |            | v ~ [β̞]         |
| glottales |            |              |            |            |            | h ~ [ɦ]    |                 |
| homorganiques |            |              |            |            | ṃ          |            | ḥ ~ [h]         |
| Chaque paire donne la transcription traditionnelle (explicitée dans l'article devanâgarî) et celle en alphabet phonétique international. Les points d'articulation indiqués sont ceux de la grammaire traditionnelle. |            |              |            |            |            |            |                 |

Remarques
1. La prononciation la plus courante du visarga ḥ tend à répéter la voyelle précédente après une expiration. /-aḥ/ est ainsi réalisé [-aha].  En sanskrit védique, ḥ possède deux allophones fricatifs, l'un labial devant /p/ ou /pʰ/ ([ɸ] dit upadhmaniya), l'autre vélaire ([x] dit jihvamuliya) devant /k/ ou /kʰ/.
2. Les (denti)-alvéolaires sont généralement prononcées comme apicodentals pour les plosives /t th d dh/ et apico alvéoalires pour la nasal /n/.
3. En védique, la transcription ḷ est la spirante latérale rétroflexe [ɭ], un allophone de /ḍ/ en position intervocalique. Bien que, du fait de sa position, elle ne puisse être confondue avec la consonne vocalisée, il est alors courant de noter la vocalisation d'une consonne par un cercle souscrit (r̥, l̥), à distinguer du point souscrit indiquant l'articulation rétroflexe (ṭ, ḍ, ṇ, ṣ, ḷ).

#### Influence sur l'ordre alphabétique
Alors que les voyelles ne sont pas réellement classées dans une suite précise, les consonnes le sont ; cette disposition, bien différente du système levantin, est phonologique : aux occlusives succèdent les semi-voyelles et assimiliées puis les fricatives.  Les occlusives sont classées par ordres, d'abord les phonèmes émis du fond de la gorge jusqu'à ceux qui nécessitent l'action des lèvres, en remontant ainsi le long du gosier. Au sein de chaque ordre, les consonnes suivent une même disposition : occlusive sourde, sourde aspirée, sonore, sonore aspirée, nasale. Ce classement indien d'origine sanskrite s'est imposé aux diverses écritures de l'Asie du Sud et du Sud-Est, touchant même les langues sans filiation avec le sanskrit. Il se retrouve, mutatis mutandis, dans celui des syllabaires kana japonais.
L'ordre alphabétique en transcription traditionnelle est ainsi : a ā i ī u ū ṛ ṝ ḷ ḹ e ai o au ṃ ḥ k kh g gh ṅ c ch j jh ñ ṭ ṭh ḍ ḍh ṇ t th d dh n p ph b bh m y r l v ś ṣ s h.

### Accentuation
Tel l'indo-européen commun, le sanskrit des origines utilisait un accent de hauteur et non un accent tonique. Ce fut aussi le cas en latin, en grec ancien, en lituanien et en letton, du moins dans les langues indo-européennes pour lesquelles il est possible de restituer l'accent. L'accent védique permettait d'opposer des paires minimales : ainsi súkṛta, « bien fait » ~ sukṛtá, « bienfait » (l'accent est généralement noté par un aigu sur la voyelle intonée). Tous les mots n'étaient pas nécessairement accentués ; le verbe, par exemple, est souvent atone ; tout dépend en fait de son mode, son temps et sa place dans la phrase.
Cet accent, noté avec précision dans les textes védiques anciens, semble avoir disparu à l'époque de Patañjali ; il est d'ailleurs notable que les langues néo-indiennes actuelles n'ont, à l'exception du panjābī, gardé aucune trace d'un tel accent.  Elles n'ont pas non plus développé d'accent tonique, alors que le latin, le grec, et les langues baltes ont transformé, en se vulgarisant, leur accent ainsi. En panjābī, cependant, le développement des tons est secondaire : ceux-ci ne viennent sans doute pas du sanskrit lui-même et sont vraisemblablement plus récents.
L'accent de hauteur devait simplement consister en une élévation de la voix sur l'une des syllabes du mot. Pāṇini décrit en détail un système dont on ne peut assurer qu'il correspond à celui des origines, utilisant trois registres et des modulations ; il ne correspond pas non plus toujours à ceux utilisés de nos jours, lesquels sont très variables et dépendent des textes récités ainsi que des écoles de récitation. Il faut aussi savoir que toutes les récitations des Veda ne sont pas intonées.
- La syllabe intonée est nommée udātta (« élevé ») ; elle est marquée en transcription par un accent aigu et se  prononce sur un registre haut ; tous les autres tonèmes se déduisent de l'udātta ;
- les syllabes atones sont dites anudātta (« non élevé ») et se prononcent sur un registre moyen ; la transcription ne les note pas ; l'anudātta n'est pas marquée ;
- la syllabe qui suit l'udātta, est appelée svarita (« résonant ») ; elle est modulée haut→moyen ; la transcription marque la syllabe svarita par un accent grave.

Le fonctionnement complet de l'accentuation védique selon Pāṇini est détaillé dans l'article Accentuation védique.

### Phonologie
Le sanskrit classique possède 48 phonèmes :
- voyelles, par paires brève-longue
  - monophtongues : /a/-/ā/, /i/-/ī/, /u/-/ū/
  - diphtongues : /e/-/ai/, /o/-/au/
  - consonnes syllabiques : 
    - spirantes latérales /ḷ/
    - roulées rétroflexes /ṛ/-/ṝ/
- consonnes
  - plosives aux points d'articulations respectifs vélaire, palatal, rétroflexe, dental, bilabial:
    - sourdes 
      - non aspirées:     /k/, /c/, /ṭ/, /t/, /p/
      - aspirées :       /kh/, /ch/, /ṭh/, /th/, /ph/

    - sonores 
      - non aspirées :  /g/, /j/, /ḍ/, /d/, /b/
      - aspirées :     /gh/, /jh/, /ḍh/, /dh/, /bh/

    - nasales :      /ṅ/, /ñ/, /ṇ/, /n/, /m/

  - fricatives aux points d'articulation palatal, rétroflexe, dental, glottal (sonore) : /ś/, /ṣ/, /s/, /h/
  - liquides aux points d'articulation palatal, rétroflexe, dental, labio-dental:       /y/, /r/, /l/, /v/
  - prolongeant la consonne précédente : 
    - prolongation fricative glottale sourde /ḥ/
    - prolongation nasale /ṃ/

### Phonétique
La phonétique du sanskrit est l'étude des sons élémentaires de cette langue. Avant d'aborder la théorie phonologique du système sonore, il convient de pratiquer la prononciation correcte de ces sons, parfois étranges pour un locuteur français. L'extrême importance religieuse et magique portée successivement par le védisme, le brahmanisme et l'hindouisme à la prononciation rituelle des versets sacrés est à souligner.
Et pourtant, en Inde, l'usage des langues contemporaines influence souvent la prononciation classique du sanskrit. Ainsi le mot sam.skr.ta- lui-même, qui s'énonce "sanskrout" en amont du Gange, devient-il "sanskrit" en aval du fleuve sacré (mais la langue classique prononçait la voyelle r. de façon vocalique, sans i ni ou ajoutés).

#### Phonèmes élémentaires (sons)
L’akṣarasamāmnāya est le "fruit du rassemblement mental" (samāmnāya) des sons "indécomposables" (impérissables : akṣara-) de la langue sacrée.

##### Orthophonie (bonne prononciation)
Avant d'étudier la phonologie, le locuteur français doit former son oreille (et sa bouche) à la prononciation rigoureuse des voyelles et demi-syllabes consonantiques du sanskrit classique :
- a : comme « de »
- ā : comme « âtre » deux fois plus long
- i : comme « il »
- ī : comme « il » deux fois plus long
- u : comme « roue »
- ū : comme « roue » deux fois plus long
- ṛ : comme « r » comme l'anglais « bring » (ṝ est extrêmement rare)
- ḷ : comme l'anglais « bottle » (ḹ se rencontre (très rarement) dans de vieux textes védiques, mais n'est plus utilisée en sanskrit.)
- e : comme « était » deux fois plus long
- ai : comme « œil » en fait le premier son neutre a vu plus haut suivi de « y »
- o : comme « mot » deux fois plus long
- au : comme le premier son neutre a vu plus haut suivi de « w »
- ḥ : comme « aha » après un a, comme « ihi » après un i, etc.
- ṃ : nasalisation de la voyelle précédente, comme « an »  après un a, comme « on » après un o, etc.
- k : comme « cadre »
- kh : comme « sac » suivi d'un « h » marqué
- g : comme « garçon »
- gh : comme « g » suivi d'un « h » marqué
- ṅ : comme l'anglais « parking »
- c : comme « qui » dans certaines variantes de prononciation où « qu » est palatalisé
- ch : comme le précédent suivi d'un « h » marqué
- j : comme « gui » dans certaines variantes de prononciation où « g » est palatalisé
- jh : comme le précédent suivi d'un « h » marqué
- ñ : comme « bagne »
- ṭ : comme « ta » mais avec la langue placé haut contre le palais
- ṭh : comme le précédent suivi d'un « h » marqué
- ḍ : comme  « date » mais avec la langue placé haut contre le palais
- ḍh : comme le précédent suivi d'un « h » marqué
- ṇ : comme  « ne » mais avec la langue placé haut contre le palais
- t : comme « ta »
- th : comme le précédent suivi d'un « h » marqué
- d : comme « dans »
- dh : comme le précédent suivi d'un « h » marqué
- n : comme dans « nature »
- p : comme « pas »
- ph : comme le précédent suivi d'un « h » marqué
- b : comme « batterie »
- bh : comme le précédent suivi d'un « h » marqué
- m : comme « maman »
- y : comme « yole »
- r : comme « rat » mais roulé
- l : comme « laver »
- v : comme « ouïr »
- ś : comme « chien » dans certaines variantes de prononciation où « ch » est palatalisé
- ṣ : comme « chat » mais avec la langue placé haut contre le palais
- s : comme « sac »
- h : comme l'anglais « aha »

##### Phonologie (système sonore)
La phonologie est la science qui élabore une théorie des phonèmes. Elle nomme phonèmes les sons élémentaires, abstraits d'une langue (ici, du sanskrit), étudiés en fonction de leurs points d'articulation, de leurs modes d'émission, de leurs durées, et cela sans tenir compte de leurs valeurs grammaticales ou sémantiques.

##### Phonologie de Pāṇini
Le premier phonologue (connu) du sanskrit fut le grammairien Pāṇini, qui discrimina dans l'ensemble des 46 sons fondamentaux de sa langue (décrits dans la section Orthophonie ci-dessus) deux groupes de phonèmes : les vocaliques et les consonantiques.
Son alphabet (अक्षरसमाम्नाय akṣarasamāmnāya) est conçu comme un rassemblement mental des akṣara, ces formes littéralement indestructibles (c’est-à-dire indécomposables) des varṇa (nuances sonores). Il écouta parler le sanskrit, il reconnut dans ce qu'il entendait certaines nuances sonores, il analysa ces nuances en formes élémentaires qu'il qualifia d'indécomposables, il étudia les caractéristiques phonétiques de ces varṇākṣara (formes indécomposables des nuances sonores), il opéra ensuite un tri qui nous offre bien plus une synthèse phonétique qu'un simple alphabet.
Cette collection mentale (samāmnāya) présente d'abord 13 phonèmes vocaliques : neuf svaravarṇa (nuances vocaliques) et quatre saṃdhyakṣara (ensembles vocaliques indécomposables) ce que le français traduit par neuf voyelles et quatre diphtongues.
Les neuf voyelles sont : a  ā  i  ī  u  ū  ṛ  ṝ  ḷ. Les quatre diphtongues sont e ai o au. L'orthophonie ci-avant présentée permet de prononcer correctement ces phonèmes, dont la durée varie du simple pour les brèves (ह्रस्व hrasva) au double pour les longues (दीर्घ dīrgha). Les diphtongues sont phonologiquement considérées comme des nuances longues 
(दीर्घवर्ण dīrghavarṇa).
La première voyelle présentée, a, est la plus basse (position basse de la langue) et la plus neutre (la langue ne se porte ni vers l'avant ni vers l'arrière de la bouche). La seconde, ā, est moins basse, plus longue, mais aussi neutre que la première.
Suivent i ī u ū. Les phonèmes i et ī ne se distinguent que par leurs durées, leurs timbres sont homophones. Cette remarque vaut aussi pour u et ū. Les voyelles homophones i et ī sont prononcées à l'avant de la bouche, les homophones u et ū sont prononcés à l'arrière de la bouche.
Les vibrantes roulées ṛ et ṝ et liquides ḷ sont considérées ici en tant que nuances vocaliques (svaravarṇa-). Aux voyelles brèves i u ṛ ḷ et leurs homophones longues ī ū ṝ ḹ (cette dernière purement théorique) correspondent quatre consonnes y  v  r  l qui seront classées plus loin dans l'alphabet. Elles se prononcent ya  wa  ra  la et sont utilisées en position intervocalique par la langue sanskrite qui les nomment antaḥsthā-, c’est-à-dire interposées.
Pour clore l'ensemble des phonèmes vocaliques, Pāṇini nous présente quatre संध्यक्षर (saṃdhyakṣara), couples indécomposables de voyelles que le français traduit plutôt mal par diphtongues, car aussi bien e que o s'émettent longues mais monophtonguées (é, ō), les phonèmes ai et au étant seuls prononcés comme de vraies diphtongues (ay, aw). Mais Pāṇini envisage moins la prononciation de ces phonèmes que leur structure intime. Il les considère comme une voyelle i (ou ī) et u (ou ū) renforcées par la présence d'une voyelle initiale a qui fusionne avec elles : a + i ou a + ī devient e, a + u ou a + ū devient o. Ces phonèmes sont longs (दीर्घ dīrgha) car ils additionnent les durées de leurs composantes. Ils sont renforcés (गुण guṇa) par la voyelle neutre a qu'ils intègrent. De même, les phonèmes ai et au sont entendus comme une voyelle i (ou ī') et u (ou ū) fusionnant avec une initiale longue ā neutre qui les accroît en vṛddhi- (accroissement) : ā + i ou ā + ī donnent ai, ā + u ou ā + ū donnent au, diphtongues véritables.
Le samāmnāya (समाम्नाय ensemble mental) de phonèmes classe ensuite toutes les consonnes (vyañjana- littéralement les démaquillées car détachées de leurs ornements vocaliques).
Faut-il néanmoins rappeler ici que ces consonnes sont demi-syllabiques (c’est-à-dire qu'un a neutre s'appuie sur chacune d'elles : t se prononce ta, p se prononce pa, etc.) ?
La phonologie de Pāṇini distingue trois groupes de व्यञ्जन (vyañjana) (sans ornements) : les स्पर्श (sparśa) (contactantes) qui mettent la langue en contact avec différents points d'articulation (ce que le français traduit par occlusives), les अन्तःस्थ (antaḥstha) (interposées) déjà mentionnées ci-dessus (les ya ra la va nommées semi-voyelles ou semi-consonnes en français), enfin les ūṣman- (les chauffantes : les chuintantes et la sifflante qui accompagnent, dans toutes les langues du monde, une boisson trop bouillante…) ūṣman- qui englobent quatre phonèmes (une chuintante arrière ś, une chuintante neutre ṣ, une sifflante s, et une laryngale sonore h) dont la section Orthophonie a tenté de décrire la prononciation.
Poussant plus loin sa rigueur phonologique, Pāṇini aligne d'abord les स्पर्शव्यञ्जन (sparśavyañjana) (contactantes "décolorées" de leurs nuances vocaliques) analysées en fonction de leurs points d'articulation (littéralement leurs points de contact, (स्पर्श) (sparśa) et classées en quatre वर्ग (varga) (carrés, ou classes). Chaque carré regroupe, par point de contact, une 
अघोष (aghoṣa) (non-sonnante) non-aspirée, une aghoṣa (non-sonnante) aspirée, une घोषवन्त् (ghoṣavant) (sonnante) non-aspirée, et une ghoṣavant aspirée. À titre d'exemple, pour le point de contact दन्त्य (dantya)  (dental), le varga(carré) énumère un t sourd non-aspiré, un th sourd aspiré, un d sonore non-aspiré, un dh sonore aspiré. Le phonologue antique ajoute une classe à cette quadrille : les नासिक (nāsika) (nasales) ; dans l'exemple ci-dessus la nasale dentale est n. Chaque point d'articulation soutiendra donc cinq qualités de consonnes.
Les points de contact sont nommés de l'arrière vers l'avant de la bouche : les कण्ठ्य (kaṇṭhya) (nées de la gorge, ou gutturales), les तालव्य (tālavya) (nées du palais, ou palatales), les मूर्धन्य (mūrdhanya) (nées de la tête, ou cérébrales, ou cacuminales), les दन्त्य (dantya) (nées des dents, ou dentales), et les ओष्ठ्य (oṣṭhya) (nées des lèvres, ou labiales). La combinaison des cinq points d'articulation et des cinq modes de prononciation donne 25 consonnes classées comme suit :
- de la gorge : k kh g gh ṅ
- du palais : c ch j jh ñ
- de la tête : ṭ ṭh ḍ ḍh ṇ
- des dents : t th d dh n
- des lèvres : p ph b bh m

Les अन्तःस्थञ्जन (antaḥsthavyañjana) (les interposées dévoisées) sont, pour mémoire :
- y  r  l  v

Les ऊष्मन्व्यञ्जन (ūṣmanvyañjana) (les chauffantes dévoisées) sont :
- ś  ṣ  s h

Pāninī considère hors collection (hors samâmnâya) les nasalisations anusvâra et anunâsika, ainsi que le manque d'émission (visarga-) qui remplace certaines consonnes en fin de mot. Ces modificateurs de sonorité sont notés, en écriture devanāgarī-, par des signes diacritiques et non par des caractères indépendants (le visarga- est noté par un double point (ः) remplaçant la consonne qu'il substitue, translittérée ḥ ; l'anusvāra surmonte d'un point (bindu) (ं) la voyelle qu'il nasalise ; ce diacritique est translittéré par un ṃ qui suit la voyelle nasalisée ; l'anunāsika surmonte d'un candrabindu (ँ) (point-lune) la voyelle suivie de l qu'il nasalise ; ce diacritique est translittéré par m̐.
La lexicographie classera plus tard les voyelles affectées de ces diacritiques avant ces mêmes voyelles suivies de k. (Dans les dictionnaires, on trouvera le mot संख्या (saṃkhyā) loin avant le mot सकाम (sakāma), qui lui-même précède de loin le mot सम्कक्ष (samkakṣa), le m dans ce dernier mot représentant vraiment la consonne nasale m) (traduction de ces mots : संख्या (saṃkhyā) - un nombre ; सकाम (sakāma) - lascif ; सम्कक्ष (samkakṣa) - ayant même catégorie).
Telle était la nomenclature élaborée par un grammairien indien né 24 siècles avant Wikipédia.

##### Phonologie contemporaine
En parlant, le locuteur utilise son appareil phonatoire, composé des organes de phonation que décrit la physiologie (poumons qui expirent, gorge qui contient les cordes vocales, le nez aussi et ses fosses nasales, et la bouche qui abrite cet organe essentiel, la langue, un palais dur et son voile mou, des dents, des lèvres). Les sons, considérés comme unités élémentaires de la phonation produite par cet ensemble d'organes, se nomment phonèmes. La phonologie analyse les phonèmes d'une langue, elle décrit les contrastes qui permettent de discriminer ces phonèmes par oppositions réciproques, elle établit le système phonétique de cette langue. La phonologie du sanskrit se donne pour objet la description du système phonétique de la langue sacrée héritée des veda-.
Un premier contraste remarquable entre les phonèmes provient de l'opposition de leurs fonctions vocalique et consonantique. En sanskrit, par exemple, le phonème â ne fonctionne qu'en tant que voyelle, et le phonème k ne se présente qu'en fonction de consonne, mais certains phonèmes (Y  R  L  V) peuvent fonctionner et comme voyelles (sous les formes i/î r./rr. l./ll. u/û) et comme consonnes (sous les formes y  r  l  v). La phonologie appelle communément voyelles les phonèmes rencontrés exclusivement en fonction vocalique dans la langue, elle nomme de même consonnes les phonèmes qui se montrent seulement en fonction consonantique, quant aux phonèmes qui se trouvent dans l'une et l'autre fonction, elle les qualifie de semi-voyelles (ou semi-consonnes) et les nomment sonnantes.

###### Système vocalique du sanskrit
L'alphabet -aks.arasamâmnâya- présente d'abord des voyelles, des semi-voyelles, et des diphtongues dont l'ensemble constitue le système vocalique du sanskrit. La phonologie distingue les phonèmes participants à ce système selon leur timbre et leur durée.
- Timbres vocaliques :

La position de la langue qui s'approche de la gorge ou des alvéoles dentaires, son élévation par rapport au palais, et l’ouverture de la bouche que forment les lèvres, modulent le timbre de chaque voyelle.
En reculant vers la gorge, la langue module des voyelles dites d'arrière (le u prononcé "ou" du sanskrit par exemple). En avançant vers les alvéoles dentaires, elle produit des voyelles d'avant (tel le i du français et du sanskrit). Lorsque la langue ne se porte ni vers l'avant ni vers l'arrière, la phonologie dit que cette troisième position neutralise la voyelle qu'elle permet d'énoncer (le a du sanskrit est donc une voyelle neutre).
En s'élevant vers le palais, une langue haute permet de prononcer des voyelles hautes (u et i du sanskrit par exemple). La langue s'abaisse en s'éloignant du palais, en sa position la plus basse elle permet d'énoncer la voyelle la plus basse qui est aussi la plus neutre (le a du sanskrit). Les diphtongues de Pân.ini- seront moins neutres et plus hautes que ce a fondamental.
En s'éloignant ou s'approchant mutuellement, les lèvres ouvriront ou fermeront la bouche. Une voyelle est dite ouverte lorsqu'elle se prononce la bouche ouverte (a du sanskrit), et fermée lorsqu'elle s'énonce au travers d'une bouche qui tend à se fermer (ainsi le i et le u du sanskrit).
C'est la posture des organes de phonation qui est d'arrière ou d'avant ou neutre, haute ou basse, ouverte ou fermée, et les voyelles ne sont ainsi qualifiées que par ellipse (la phonologie dit "voyelle fermée" pour "voyelle prononcée par une bouche presque fermée", et "voyelle d'arrière" pour "voyelle prononcée avec la langue massée vers l'arrière").
Les angles d'un triangle théorique nommé "triangle des voyelles" correspondent aux positions extrêmes de la langue dans la cavité buccale : position neutre et basse du a, position d'avant haute du i, position d'arrière haute du u.
- Durées vocaliques :

La longueur d'une voyelle est fonction de la durée de son émission, produite par l'expiration d'air des poumons. L'émission d'une voyelle longue dure deux fois plus longtemps que celle d'une voyelle brève. Ce phénomène sera un critère déterminant pour l'accentuation des mots sur une syllabe longue (syllabe qui contient une voyelle longue).
L'alphabet aks.arasamâmnâya- présente méthodiquement par paires les phonèmes homophones du sanskrit en fonction vocalique, chaque son bref étant suivi de sa variante longue (sont homophones les phonèmes de même timbre mais de durée différente, ainsi a et â, i et î, u et û, r. et rr., l. et ll.). À noter cependant que a et â ne sont pas vraiment homophones, a se prononçant légèrement plus bas que â, comme signalé dans la section d'orthophonie.
- Diphtongues et diérèses :

Une diphtongue résulte, au cours d'une même émission vocalique, de la traversée (du grec dia) voisée (du grec phthonguè) de l'air entre deux positions successives des organes de phonation. Au contraire de la diérèse, qui émet successivement deux voyelles différenciées (en français "aïoli" par exemple), la diphtongue n'émet qu'un son, modulé sur deux positions vocaliques différentes. L'effet de la diphtongue donne une voyelle synthétique, fusionnée (le français dit "quoi" et non quo-ï").
Le français ne considère pas les diphtongues comme des sons élémentaires, mais bien comme des combinaisons de voyelles ; en conséquence, il énonce dans son alphabet (latin) des voyelles pures, analysées, et non les diphtongues qui, pour lui, résultent d'une synthèse. Le sanskrit au contraire cite les diphtongues e  ai  o  au dans son aks.arasamâmnâya- au titre de phonèmes indécomposables (aks.ara-), (bien qu'il n'économise pas une description structurelle de ces phonèmes qui lui sera fort utile pour expliquer les alternances vocaliques dont il sera question plus loin, en morphologie).
Le proto-védique prononçait des diérèses qui commençaient en position basse et neutre de la langue (a/â), et tendaient vers une position de la langue haute et différenciée (d'arrière u/û, ou d'avant i/î), ce qui produisait les diérèses aï et aü. L'évolution historique de la langue conduisit ensuite à prononcer ces diérèses avec une telle rapidité qu'elles fusionnèrent en diphtongues ai et au (comme dans "reis" et "flauw" en flamand, mais pas "monophtonguées" comme dans les mots "lait" et "autre" du français). Ces diphtongues passèrent enfin aux "monophtongues" e et o longues (qui par cette longueur gardèrent la trace de leur origine "double"). La phonologie moderne considère ai et au comme de vraies diphtongues, e et o comme de fausses diphtongues. Mais le sanskrit ne connait pas les voyelles e et o brèves et pures de l'indo-européen, que l'on retrouve en français.
- Nasalisation des voyelles :

L'explication phonologique de la nasalisation des voyelles, notées par l’anusvâra- et l’anunâsika-, est fort bien développée dans un autre article déjà cité auparavant, dont le lien est donné ci-après.

###### Système consonantique du sanskrit
L'alphabet aks.arasamâmnâya- énonçait ensuite les 33 consonnes et demi-consonnes selon l'ordre phonologique rigoureux transmis dès Pāninī jusqu'à nos jours. La phonologie contemporaine reprend en gros cet ordre : aux 25 occlusives déterminées par leurs cinq modes et leurs cinq points d'articulation succèdent les quatre fricatives (s’ s.  s h), puis les quatre sonnantes (y r l v), ces huit phonèmes étant aussi classés selon leur point d'articulation, ce que l'alphabet de Pân.ini- ne montrait pas.
La phonologie d'aujourd'hui corrige légèrement la terminologie de Pân.ini-, en ce qui concerne les points d'articulation. Elle indique que les phonèmes dits gutturaux (kan.thya-) par Pân.ini- sont en fait des vélaires (k kh g gh n' ). Et elle nomme justement rétroflexes les cérébrales, mûrdhanya- du grand grammairien indien, considérant plus importante la mention de la flexion de la langue plutôt que l'appui de t. th. d. dh. n. sur le point d'articulation cacuminal. Elle renomme enfin bilabiales les labiales (os.th.ya-) de Pāninī.
Pour le reste, l'article Sanskrit (phonologie) déjà mentionné fournit un tableau complet des occlusives (dites aussi plosives), des fricatives, des sonnantes (dites "continues autres"), et y joint les homorganiques (anusvâra- et visarga-) tous phonèmes qu'il serait redondant de décrire à nouveau ici.

#### Silences
En 458 av. J.-C. un cosmologue jaïn écrivit en sanskrit son lokavibhâga-, traité de cosmologie qui mentionne pour la première fois la notion de zéro. Révolution mentale que d'inventer un concept, et un signe, notant l'absence de quelque chose. Sans utiliser à proprement parler le zéro, sa langue (sanskrite) connait pourtant quelques manières d'arrêter l'élocution, de marquer une pause, de faire silence.
- Ainsi une syncope du a initial d'un mot peut se produire (lorsque e ou o termine le mot qui précède, par exemple). Le signe orthographique formé comme un S par l'écriture devanâgarî-, nommé avagraha-, remplace alors ce a pour en marquer l'élision phonétique. En translittération l’avagraha- est noté par un signe d'apostrophe.
- Exemple : les mots râjo, atra, âste, peuvent former une phrase râjo'trâste, avec "élision" du a initial qui devient… muet, silencieux. (Traduction : le roi siège ici, littéralement : le roi ici s'assied).

- Le virâma- est un signe orthographique de l'écriture devanâgarî- en forme de trait oblique, qui souligne la consonne finale d'un mot pour signaler la syncope, dans cette demi-syllabe, du a bref neutre qui normalement devrait terminer toute consonne.
- Exemple : lorsque le thème vâc- (voix, prononcé "vâtcha") devient le mot vâk (qui normalement devrait se prononcer "vâka") un trait virâma- souscrit au k  permet de signaler la prononciation vâk non syllabique, c’est-à-dire se terminant sur l'occlusive non voisée. En translittération le virâma- ne sera guère utilisé puisque la graphie vâk signale sans ambiguïté l'absence de a final, autrement dit le silence imposé au a qu'attend l'oreille sanskrite, et qui marque une pause à la fin d'un mot.

- Pour marquer une pause (après une demi-strophe en poésie ou, en prose, après une phrase), ce que le français noterait à l'aide d'une virgule est marqué en devanâgarî- par une barre de demi-pause nommée dan.da- (bâtonnet).

- Pour marquer un silence plus fort (qui termine une strophe en poésie ou, en prose, un paragraphe), le français utilise un point final, l'écriture devanâgarî- emploie une double barre de pause nommée double dan.da- (double bâton). Ces deux signes de ponctuation furent déjà présentés dans la section traitant de la calligraphie.

Les textes classiques édités par Nadine Stchoupak dans sa Chrestomathie sanskrite montrent la manière d'utiliser ces signes, et les chiffres indiens (dont le zéro !), dans l'écriture de la poésie. (Ce livre, déjà cité, figure dans la bibliographie qui termine cet article).
La syllabe finale d'un mot sanskrit suivi d'une pause ou d'un silence est, disent les grammairiens, en finale absolue. Les modifications phonétiques que subit un mot en "finale absolue" le prépare aux transformations phonétiques supplémentaires qu'il subira en sandhi. Par cette notion de sandhi, développée dans la section suivante, la phonologie quitte le domaine de la description des phonèmes élémentaires isolés, extraits de leur contexte phraséologique, pour aborder les altérations phonétiques générées par leur contact mutuel au cours de leur élocution en mots et en phrases.

#### Altérations phonétiques
Une phrase sanskrite est composée (sam.hitâ-) d'une suite (chanda-) de mots, soit invariables tels les adverbes, soit fléchis tels les noms déclinés ou les verbes conjugués. La syllabe finale de chacun de ces mots peut être phonétiquement modifiée au contact (sam.dhi-) de l'initiale du mot qui la suit. Ce sandhi (sam.dhi-) ou contact entre la syllabe terminale d'un mot et la syllabe initiale du mot suivant est qualifiée de sandhi externe.
- Exemple : qui entend atha yogânus'âsanam reconnait le premier verset (sûtra-) du samâdhipâda- qui commence les yogasûtra- de Patañjali-.Ce verset présente trois mots, un adverbe (atha- ensuite), et deux noms (yoga- pratique du yoga, et anus'âsana- maîtrise), qui forment une phrase nominale. Le a bref final de yoga- et le a bref initial de anus'âsana- sont en sandhi externe et s'altèrent phonétiquement en un â long.

Par analogie, le sandhi (contact) entre deux syllabes constitutives d'un seul mot (qui peut entraîner, lui aussi, diverses altérations phonétiques) est dit sandhi interne.
- exemple : le mot vr.ddhim (accroissement) s'analyse ainsi : racine vr.dh-, suffixe -ti-, désinence -m marquant l'accusatif. Le phonème dh qui termine la racine, et le son t initial du suffixe sont en sandhi interne et s'altèrent phonétiquement en ddh, modification déjà plus complexe que celle de l'exemple précédent (a + a = â).

Enfin, la syllabe finale d'un mot suivi d'une pause est, comme déjà signalé, en position de finale absolue.
- Exemple : en finale absolue bh s'assourdit en p, et anus.t.ubh- (nom d'un mètre védique (en)) s'entend, avant une pause, anus.t.up ||

Une description phonétique complète du phénomène nommé sandhi abordera donc successivement :
1. les altérations phonétiques d'un mot sanskrit en finale absolue,
2. celles du sandhi externe entre deux mots sanskrits,
3. et celles du sandhi interne dans un mot sanskrit.

Cette description passera en revue tous les phonèmes possibles en suivant l'ordre de l'alphabet aks.arasamâmnâya- de Panini.

#### Finale absolue
Si, devant une pause ou un silence, un mot se termine par :
1° une voyelle (a â i î u û r. rr. l.) ou une diphtongue (e ai o au) : la prononciation maintient sans altérations cette voyelle ou cette diphtongue ;
- Exemple : krîn.âmi (j'achète) le i final reste inchangé ;

2° plusieurs consonnes : la première consonne est seule prononcée, les suivantes syncopées ;
- Exemple : soit le verbe kr.- (faire) au nominatif singulier du participe présent : kurvants, la syncope de ts prépare une pause et l'on écrit et prononce kurvan|| (faisant) ;

3° une occlusive sourde non palatale (k t. t p) : elle se maintient inaltérée ;
- Exemple : pañcâs'at (cinquante) n'altère pas son t final avant une pause ;

4° une occlusive aspirée (kh gh th. dh. th dh ph bh) : l'aspiration se reporte sur la consonne sonore initiale de la dernière syllabe prononcée ; à défaut d'une telle sonore (g d ou b), l'aspiration se perd ;
- Exemple : un mot terminé par °budh- deviendrait °bhud- mais un mot terminé par °s.t.ubh- donnerait °s.t.ub n'était la règle suivante ;

5° une occlusive sonore non aspirée (g d. d b) : la prononciation assourdit ce phonème sonore (qui devient respectivement k t. t ou p) ;
- Exemple : la terminaison °budh- de l'exemple précédent, devenue °bhud après report d'aspiration, se prononce °bhut avant une pause, et la terminaison °s.t.ubh-, devenue °s.t.ub après perte d'aspiration se prononce °s.t.up avant une pause ; le nominatif singulier de l'adjectif dharmabudhs (qui veille à bien se conduire) se prononce et s'écrit donc dharmabhut avant une pause, et le nom de mètre anus.t.ubhs rencontré ci-avant, décliné ici au nominatif singulier, devient anus.t.up avant une pause ;

6° une occlusive palatale (c ch j jh) : le point d'articulation se transporte sur la vélaire sourde k dite gutturale par Pāṇinī (et plus rarement sur la rétroflexe cérébrale sourde t.), avec report ou perte d'aspiration comme expliqué ci-dessus ;
- Exemple : l'adjectif उदच् (udac) (septentrional) se prononce et s'écrit udak au nominatif singulier ; et le sang (असृज् asr.j) se prononce et s'écrit asr.k en finale absolue ; mais सम्राज् (samrâj) (souverain) devient ' (सम्राट् samrât.) avant une pause ;

7° une occlusive nasale (n’ ñ n. n m) : cette nasale se maintient inaltérée, sauf la nasale palatale ñ qui transporte son point d'articulation sur celui de la nasale rétroflexe cérébrale n'  ;
- Exemple :

8° une ûs.man-, soit une fricative chuintante s'  ou s., soit la laryngale sonore h (mais pas la sifflante s) : point et mode d'articulation se transportent sur la rétroflexe cérébrale sourde t. (et plus rarement sur la vélaire sourde k) ;
- Exemple : en finale absolue dis'- se prononce dik (point cardinal), s.as.- se dit s.at. (six), et l'avette de Ronsard, petite lécheuse de miel (madhu-) est l'abeille madhulih- qui devient madhulit. ;

9° la roulante r ou la sifflante s : s'amuïssent en visarga- h. ;
- Exemple : अन्तर् (antar) (à l'intérieur) devient अन्तः (antah.), et महाराजस् (mahârâjas) (les grands rois) s'amuit en महाराजः (mahârâjah.) ;

Les altérations phonétiques décrites ci-dessus conduisent aux phonèmes suivants, les seuls effectivement entendus en finale absolue :
- toutes les voyelles et diphtongues (sauf r. rr. l.)
- les consonnes suivantes : les occlusives sourdes k t. t p, les nasales n' n. n m, le visarga- h., et la liquide l.

#### Sandhi externe
Sandhi vocalique :
Lorsque la voyelle finale d'un mot rencontre la voyelle initiale du mot suivant, ces deux voyelles peuvent être homophones (a et â) ou hétérophones (a et i). Panini qualifie de savarn.a- (de nuance semblable) les voyelles homophones.
Sandhi de voyelles simples homophones (savarn.a-) :
Le sandhi fusionne deux voyelles simples homophones en un son long de même timbre, ainsi :
- â résulte de a +  a, a + â, â + a, â + â ,
- î résulte de i + i, i + î, î + i, î + î ,
- û résulte de u + u, u + û, û + u, û + û ,
- rr. résulte de r. + r., r. + rr., rr. + r., rr. + rr., (possibilités théoriques, d'occurrence peu fréquente),
- ll. résulte de l. + l., l. + ll., ll. + l., ll. + ll., (possibilités théoriques, d'occurrence très rare),

- Exemples : athâste (il s'assied alors) s'analyse en atha + âste (alors + il s'assied) ; yadîcchasi (si tu désires) s'analyse en yadi + icchasi (au cas où + tu désires) ; mr.dûdakam (une eau douce) s'analyse en mr.du + udakam (doux + eau, mots neutres).

Sandhi de voyelles hétérophones :
Le sandhi de deux voyelles simples hétérophones dont la première n'est pas neutre (a ou â) altère cette voyelle finale du premier mot en la semi-consonne correspondante, ainsi :
- ya résulte de i + a, î + a, et yâ résulte de i + â, î + â ,
- yu résulte de i + u, î + u, et yû résulte de i + û, î + û ,
- va résulte de u + a, û + a, et vâ résulte de u + â, û + â ,
- vi résulte de u + i, û + i, et vî résulte de u + î, û + î ,

- Exemples : atyârtâ (très soucieuse) s'analyse en ati + ârtâ (très + soucieuse) ; atyugrah. (trop violent) s'analyse en ati + ugras (trop + violent) ; mr.dvasti (c'est doux) s'analyse en mr.du + asti (doux au nominatif neutre singulier + il est) ; asavîs'varah. (celui-là est seigneur) s'analyse en asau + îs'varas (celui-là + seigneur) ;

de même :
- ra résulte de r. + a, rr. + a, et râ résulte de r. + â, rr. + â ,
- ri résulte de r. + i, rr. + i, et rî résulte de r. + î, rr. + î ,
- ru résulte de r. + u, rr. + u, et rû résulte de r. + û, rr. + û ,
- la/lâ, li/lî, lu/lû résultent de formations analogues, mais d'occurrence pratiquement nulle dans les textes sanskrits post-védiques.

- Exemple : bhrâtrartham (pour un frère) s'analyse en bhrâtr. + artham (frère + pour) ;

Le sandhi de deux voyelles simples hétérophones dont la première est la neutre (a ou â) altère ces deux voyelles en une diphtongue (de degré plein, gun.a-), ainsi :
- e résulte de a + i, a + î, â + i, â + î ,
- o résulte de a + u, a + û, â + u, â + û ,
- ar résulte de a + r., a + rr., â + r., â + rr. ,
- al résulte de a + l., a + ll., â + l., â + ll., (théorique mais d'occurrence quasi nulle) ;

- Exemples : itaratheritam (autrement prononcé) s'analyse en itarathâ + îritam (autrement + prononcé, participe passé de îr-) ; cogrâ (et violente) s'analyse en ca + ugrâ (et + violente) ; yathars.abhah. (tel un taureau) s'analyse en yatha + r.s.abhas (comme + taureau) ;

#### Sandhi interne
Le sandhi interne… (à compléter)…
- Le sanskrit est une langue, son caractère oral est prééminent. L'écriture de cette langue est phonétique, et reproduit fidèlement la prononciation des mots. Les formes grammaticales des mots fléchis (noms déclinés ou verbes conjugués) s'altèrent fortement en cours d'élocution. L'orthographe phonétique camoufle souvent les formes grammaticales théoriques sous-jacentes, et demande un effort mental pour deviner celles-ci !
- L'alphabet sanskrit (aks.arasamâmnâya) classe tous les sons de la langue selon des critères phonétiques très précis.
- le sandhi en sanskrit

#### Accentuation

##### Accent tonique
L'accent tonique

### Grammaires
- Louis Renou, Grammaire sanskrite, Paris 1935
- Louis Renou, Grammaire védique, Paris 1952
- Louis Renou, Grammaire sanskrite élémentaire, 109 pages, Librairie d'Amérique et d'Orient, Adrien Maisonneuve, J.Maisonneuve, succ., Paris 1978.
- Jan Gonda, professeur à l'université d'Utrecht, (traduit de l'allemand par Rosane Rocher, aspirant du fonds national belge de la recherche scientifique), Manuel de grammaire élémentaire de la langue sanskrite, 173 pages, E.J. Brill, Leiden, & Adrien Maisonneuve, Paris, 1966 (Éd. revue et corrigée 1997, réimpression 2002).
- Jean Varenne, professeur à l'université de Provence, Grammaire du sanskrit 128 pages, Presses universitaires de France, coll. « Que sais-je ? » no 1416, Paris 1971  (ISBN 9782130358947)

### Lexiques
- Monier Monier-Williams, A sanskrit-english Dictionary, Oxford, 1899 (mis en ligne par l'Université de Cologne sous le titre Monier-Williams Sanskrit-English Dictionary - Révision 2008).
- N. Stchoupak, L. Nitti et Louis Renou, Dictionnaire sanskrit-français, 897 pages, Librairie d'Amérique et d'Orient, Jean Maisonneuve Successeur, Paris 1932, réédition 1987 (réimpression, 2008)  (ISBN 2-7200-1049-9)
- (en) R.S.McGregor, Oxford Hindi-English Dictionary, 1083 pages, Oxford University Press, Delhi, 1993 (réimpression 2002)  (ISBN 0-19-864339-X)
 Cet ouvrage contient de nombreux mots sanskrits en devanâgarî et translittération genevoise.
- Gérard Huet, Héritage du sanskrit dictionnaire sanskrit-français, 493 pages au format PDF (mis en ligne depuis le 10 décembre 2008).